# Portogruaro
Portogruaro je grad u talijanskoj pokrajini Venecija u regiji Veneto od 25 140 stanovnika (2011. godine). 

## Zemljopisne karakteristike
Portogruaro leži na istoku Sjeverne Italije duž obala rijeke Lemene, u Venetskoj ravnici između rijeka Livenza i Tagliamento, udaljen oko 60 km sjeveroistočno od provincijskog centra Venecije, gotovo na granici s regijom Furlanija-Julijska krajina. 

## Povijest
Portogruaro je službeno osnovan - 1140. kad je biskup Concordije dozvolio grupi ribara da se tu nasele i naprave luku na rijeci. Sami građani Portogruara zatražili su 1420. da postanu dio Mletačke Republike. Pod venecijanskom upravom naselje je brzo raslo, i postalo važni transportni punkt između lagune i Alpa.
Nakon pada Venecije i napoleonskih ratova - Portogruaro je kao i ostatak Veneta postao dio Venecije, vazalne tvorevine Austrijskog carstva sve do 1866. i Ujedinjenja Italije.

## Znamenitosti
Najveće znamenitosti Portogruaroa su romanička Opatija Summaga iz 11. st. a, s crkvom podignutom 1211., čija je fasada dovršena u 18. st. u i gotička Gradska vijećnica iz 1265. s preuređenom fasadom oko 1512.

## Gospodarstvo
Portogruaro' centar poljoprivrednog kraja, poznat po uzgoju goveda, grad ima i nešto industrijskih pogona, koji proizvode prehrambene proizvode, strojeve i kemikalije.

## Gradovi prijatelji
- Marmande, Francuska
- Ejea de los Caballeros, Španjolska

## Vanjske poveznice
- Službene stranice grada  Arhivirana inačica izvorne stranice od 11. siječnja 2013. (Wayback Machine) (tal.)
- Portogruaro na portalu Treccani